# بلغارستان بزرگ

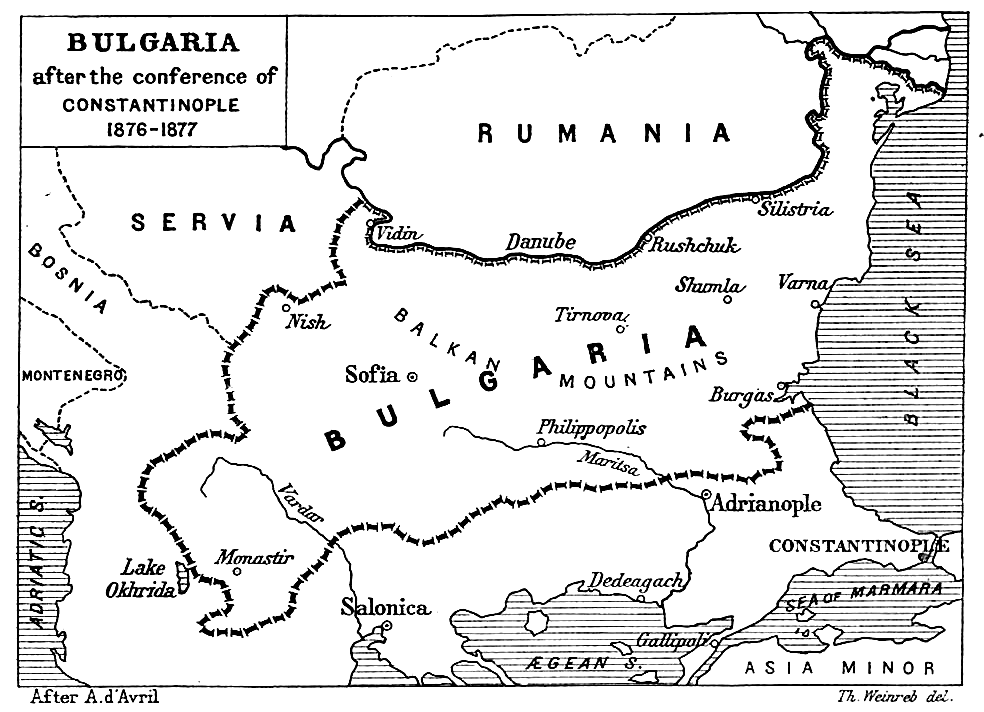
نقشهٔ بلغارستان از ۱۸۷۶ تا ۱۹۱۴ پیش از جنگ جهانی یکم براساس کنفرانس کنستانتینوپل ۱۸۷۶

بلغارستان بزرگ عنوانی است که به یک قلمرو ملی تاریخی اشاره دارد که زیر نظر پادشاهی مرکزی بلغارستان اداره می‌شد و امروزه مورد توجه آن دسته از مردم بلغارستان است که ملی‌گرایی و بازپیوندخواهی را در این کشور خواستارند. این قلمرو شامل خاک کنونی بلغارستان به‌اضافهٔ مقدونیه، موئسیا و تراکیه است.

## پیشینه

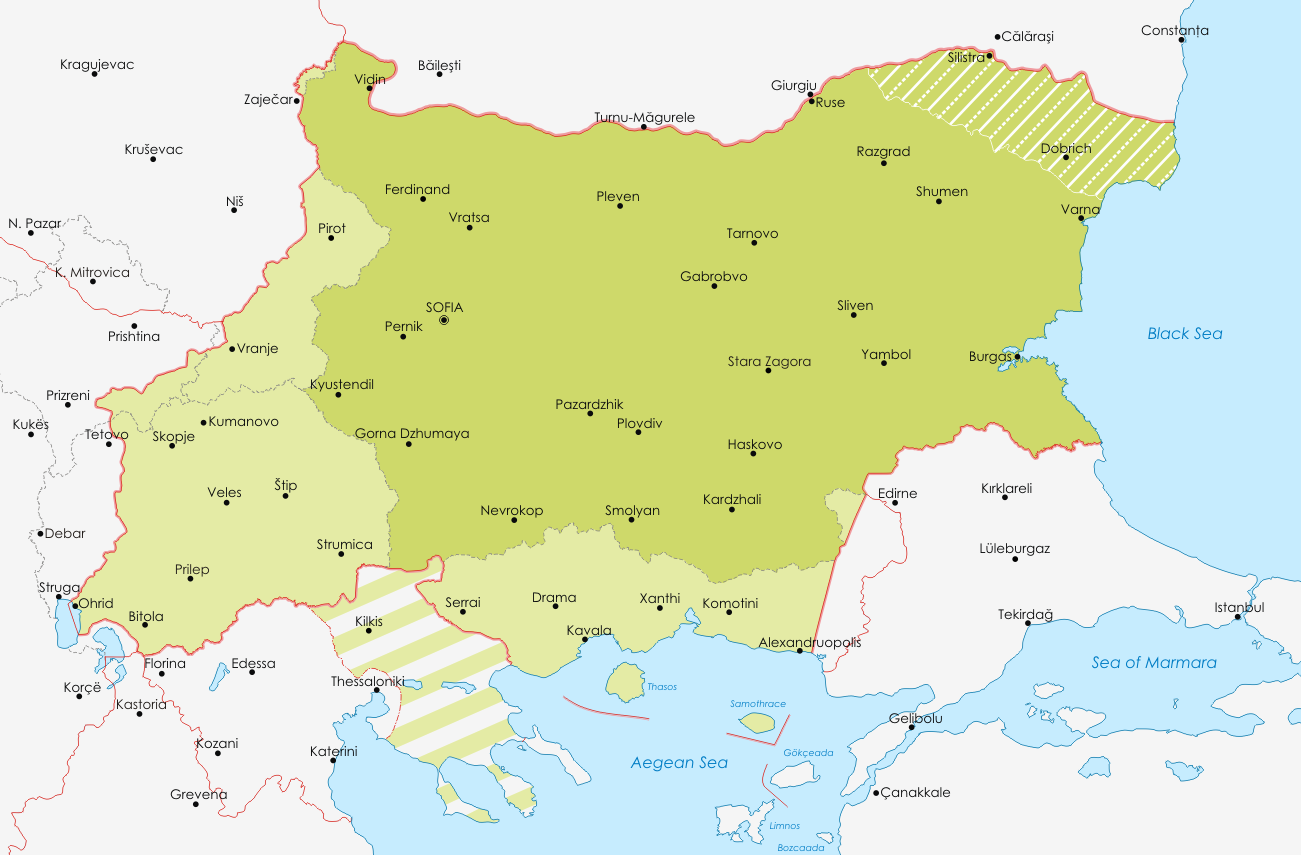
نقشهٔ بلغارستان در دوران جنگ جهانی دوم

وجود بلغارستان بزرگ، در دوران پیمان سن استفانو مطرح شد. پیمان سن استفانو که در سال ۱۸۷۸ موجودیت بلغارستان بزرگ را به رسمیت شناخته بود، پس از ایجاد نقشهٔ بلغارستان نوین برجستگی زیادی پیدا کرد؛ زیرا مردم بلغارستان نقشه‌های امروزی را پایمال شدن حق قانونی خود می‌دانستند؛ ولی درهرصورت کنگره برلین این حق را از بلغارستان سلب کرد و بخشهای زیادی را از پادشاهی بلغارستان جدا کرد و آنها را به امپراتوری عثمانی واگذار کرد و تنها نقشهٔ نوین بلغارستان را به رسمیت شناخت که بلغارهای ملی‌گرای امروزی آن را بلغارستان شمالی می‌نامند و بخش جنوبی را نیز حق خود می‌دانند.

در سالهای آغازین سدهٔ ۲۰ میلادی، همیشه کنترل ناحیهٔ مقدونیه مسئله‌ای جنجال آفرین بین عثمانی، صربستان و یونان و بلغارستان بود. از سویی طمع و زیاده‌خواهی امپراتوری عثمانی و از سوی دیگر ادعای یونان که آن ناحیه را حوزهٔ تمدنی خود می‌دانست بر این ناحیه سایه افکند. همچنین صربستان که در جنگ اول بالکان و جنگ دوم بالکان برای این منطقه جانفشانی کرده بود و در خلال نبردهای جبههٔ مقدونیه بین سالهای (۱۹۱۵ تا ۱۹۱۸) در خلال جنگ جهانی یکم، تعداد ۴۰هزار شهید در برابر بلغارستان داده بود این سرزمین را حق خود می‌دانست.

درست پیش از آغاز جنگ جهانی دوم، بلغارستان موفق شده بود تا بدون خونریزی و صلحجویانه منطقهٔ دوبرویا جنوبی را طی پیمان کرایووا به خاک خود پیوست کند. در طول جنگ جهانی دوم، در مقاطعی بلغارستان به آلمان نازی کمک‌هایی کرد و آلمان نازی نیز بخاطر این همکاری‌ها، برخی از ادعاهای کشور بلغارستان را به رسمیت شناخت و با جانب‌داری از بلغارستان زمین‌های مورد مناقشه را بعنوان پاداش به این کشور داد. این زمین‌های مورد مناقشه با نام‌های مقدونیهٔ شرقی، تراکیه غربی و واردار مقدونیه (مقدونیهٔ یوگسلاو) شناخته می‌شدند. . پس از پیروزی متحدین در جنگ جهانی دوم و شکست آلمان نازی و یارانش، بجر دوبرویا، تمام سرزمین‌های دیگر از دولتهای شکست خورده ستانده شدند و طبق پیمان‌های پاریس ۱۹۴۷ به کشورهای دیگر سپرده شدند.

## نگارخانه

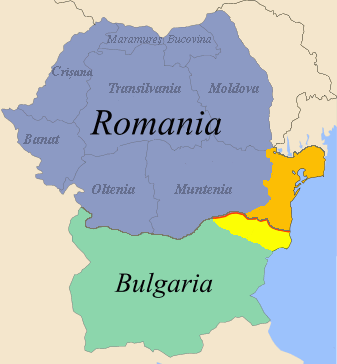
نقشه رومانی و بلغارستان، بهمراه دوبریا جنوبی (زرد) و دوبریا شمالی (نارنجی)
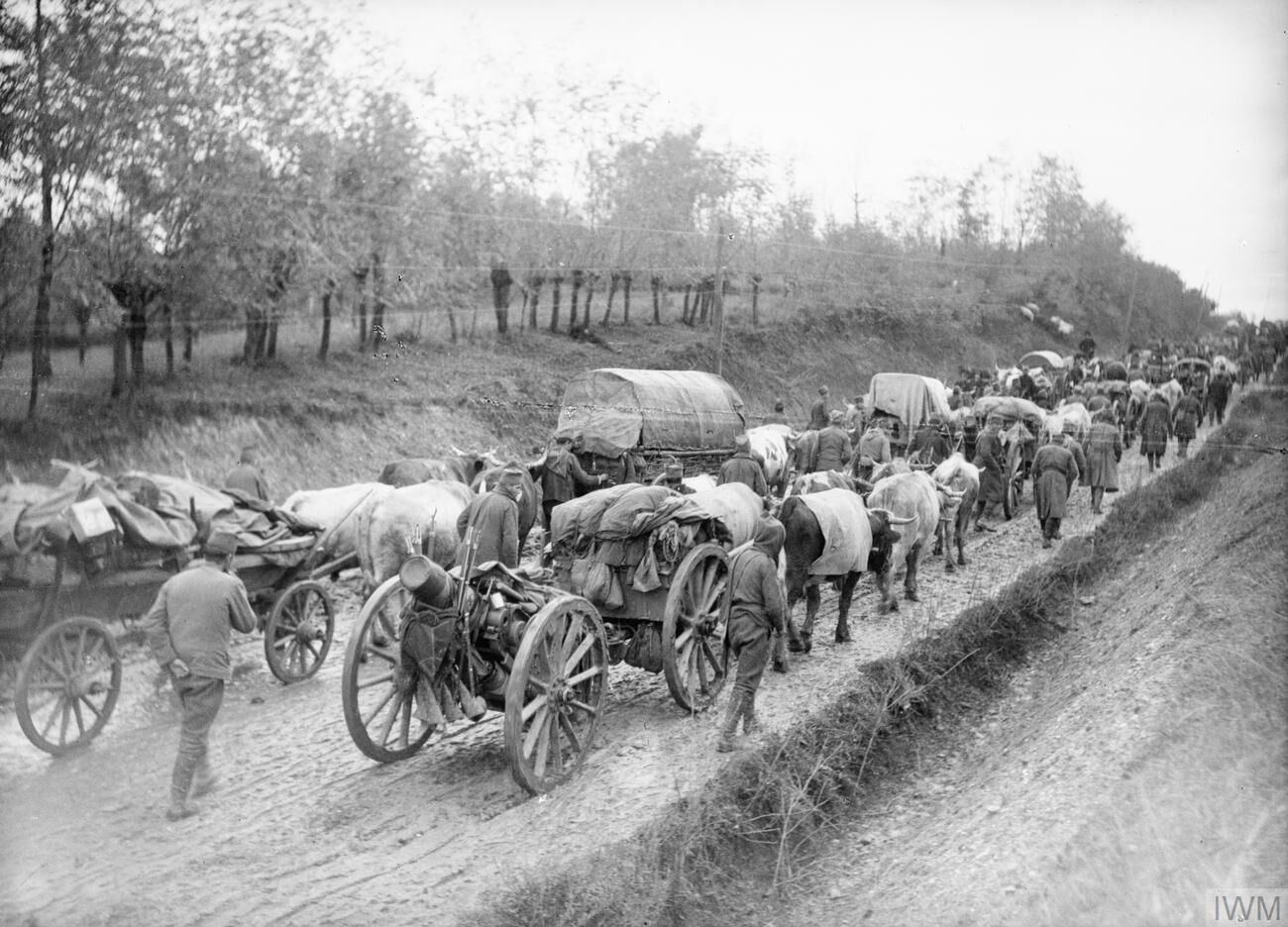
عقب‌نشینی ارتش صربستان از صربستان شمالی به صربستان جنوبی در اکتبر ۱۹۱۵ جنگ جهانی یکم
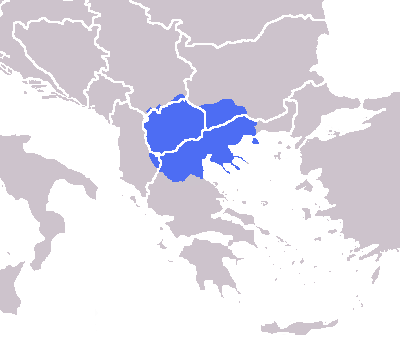
ناحیهٔ واردار مقدونیه که با نامهای مقدونیه بزرگ و مقدونیه یوگسلاو نیز شناخته می‌شود.
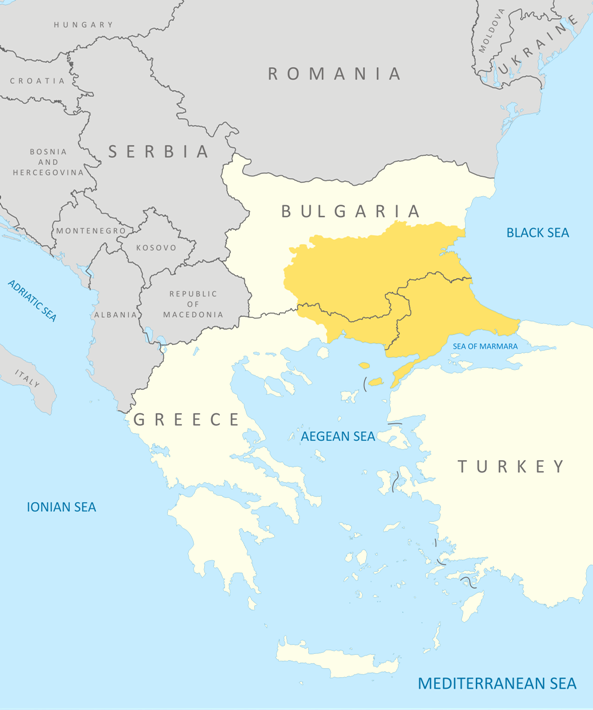
تراکیه و محدودهٔ کشورهای امروزی